# В ръцете на непознатите: Историите на детския транспорт
„В ръцете на непознатите: Историите на детския транспорт“ (на английски: Into the Arms of Strangers: Stories of the Kindertransport) е документален филм от 2000 г. за британската спасителна операция известна като „Детския транспорт“ (Kindertransport), която спасява живота на повече 10,000 деца от Нацистка Германия, Австрия и Чехословакия, докато ги връщат чрез влак, кораб и самолет до Великобритания. Режисиран е от Марк Джонатан Харис (който също е сценарист на филма), продуциран е от Дебора Опенхаймър, и е разказана от Джуди Денч.
Филмът получи множество похвали, включително печели „Оскар“ за най-добър документален филм.
Филмът е пуснат на DVD и VHS на 28 август 2001 г. от Warner Home Video.
През 2014 г. филмът е избран за съхранение в Националния филмов регистър на САЩ на Библиотека на Конгреса.